# Kutosari (Belitang III)
Kutosari is een bestuurslaag in het regentschap Ogan Komering Ulu van de provincie Zuid-Sumatra, Indonesië. Kutosari telt 1913 inwoners (volkstelling 2010).